# Hans Koch (Holzbläser)
Hans Koch (* 4. September 1948 in Biel) ist ein Schweizer Holzbläser (Klarinette, Bassklarinette, Kontrabassklarinette, Sopran- und Tenorsaxophon, Elektronik, Sampling, Sequenzer) und Komponist, der im Bereich des Jazz und der freien Improvisation auftritt. Als Holzbläser entwickelte er einen sehr eigenständigen Stil.

## Leben und Wirken
Nach absolviertem klassischem Musikstudium an den Konservatorien in Biel und Zürich und einer anfänglichen Karriere als Orchestermusiker hat er seit 1981 mit Musikern wie Werner Lüdi, Cecil Taylor, Fred Frith, Paul Lovens, Louis Sclavis, Evan Parker, Barry Guy, Barre Phillips, Joëlle Léandre, Paul Bley, Jim O’Rourke, Fennesz, Anthony Coleman, Christine Abdelnour oder Butch Morris gemeinsam gespielt. Regelmäßig arbeitete er mit dem Cellisten Martin Schütz und den Schlagzeugern Fredy Studer bzw. Marco Käppeli zusammen, sowie auch mit dem Schweizer Komponisten Daniel Ott. Auch bildet er ein Trio mit Urs Leimgruber und Omri Ziegele. Als Komponist prägte er von Anfang an den eigenständigen Sound des für sein hard core-Spiel bekannten Trios Koch-Schütz-Studer, das der Filmemacher Peter Liechti in seinem Film Hardcore Chambermusic porträtiert hat. Weiterhin komponierte er Musik für Hörspiele und Filme. Mit dem Einbezug von Elektronik, Samples und Computer erweiterte er seit den 1990er Jahren die Klänge seiner Instrumente.
Koch zählt zu den innovativen improvisierenden Holzbläsern in Europa. 1985 wurde er als bester Solist beim Jazzfestival Lugano ausgezeichnet. Er erhielt 1986 den Kulturpreis der Stadt Biel, 2002 den Musikpreis des Kantons Bern und immer wieder Arbeitsstipendien und Werkbeiträge Schweizer Kantone.